# Hydrogène kaonique
L'hydrogène kaonique est un atome exotique formé d'un proton, qui en constitue le noyau comme dans le cas de l'hydrogène « classique », et d'un kaon négatif, noté K−, en lieu et place de l'électron de l'hydrogène usuel.

## Composition
L'hydrogène kaonique est un atome exotique : ce terme « exotique » signifie que l'atome n'existe pas sur Terre. En effet, les kaons sont composés d'une paire quark-antiquark (ce sont donc des mésons) dont l'un au moins des quarks/antiquarks est caractérisé par son étrangeté ; on les note quark/antiquark s (« s » pour l'anglais strange, « étrange »). Le kaon en question dans l'hydrogène kaonique est composé d'un antiquark up (ū) et d'un quark étrange (s) : K− = (ūs). Ce kaon possède donc une charge électrique égale à moins une charge électrique élémentaire, comme l'électron de l'hydrogène classique.

## Interactions à l'intérieur de l'atome
Alors que dans un atome d'hydrogène classique l'interaction électron-proton est dominée par l'électromagnétisme, dans l'hydrogène kaonique c'est l'interaction forte, qui lie le kaon et le proton. (l'interaction forte entre les hadrons est transmise par des pions, dérivant de l'interaction forte transmise entre les quarks par des gluons)

## Fabrication
Cet atome exotique est créé en collisionnant kaons et protons dans un gaz d'hydrogène[réf. nécessaire].

## Découverte
L'hydrogène kaonique a été identifié pour la première fois en 1997 dans l'accélérateur KEK de Tsukuba au Japon.